# A37 (autoestrada)
O IC19 - Radial de Sintra é uma via rápida portuguesa com perfil de autoestrada. A numeração A37 está reservada caso esta estrada venha a ser convertida numa autoestrada. O IC19 é uma via rápida da área metropolitana de Lisboa. É a principal via de ligação entre a cidade de Lisboa e os concelhos de Amadora e de Sintra, para os quais a via apresenta uma maior importância no que toca ao transporte de pessoas do concelho para a capital - Lisboa.
É uma das estradas que apresentam maior volume de tráfego da Europa, servindo diariamente mais de 500 000 habitantes concentrados nas principais localidades circundantes: as vilas de Algueirão-Mem Martins (102 000 habitantes), Rio de Mouro (46 000 habitantes) e as cidades de Amadora (175 000 habitantes), Agualva - Cacém (120 000 habitantes) e de Queluz (110 000 habitantes).
Estes enormes valores de densidade populacional tornam o IC19 numa via rápida bastante congestionada durante as denominadas horas de ponta, assistindo-se assim a inúmeros "engarrafamentos", observáveis diariamente nesta via.
De modo a melhorar as condições de transporte aos utentes desta estrada, procedeu-se nos últimos 6 anos ao alargamento da IC19, de um perfil de 2x2 vias para um de 2x3 vias, melhorando assim a circulação automóvel e trazendo uma diminuição horária significativa no percurso entre Lisboa e os concelhos de Amadora e Sintra.
Em 2013, o IC19 foi considerada a estrada mais perigosa de Portugal com um recorde de acidentes com vítimas. Os seis pontos negros do IC19 causaram nesse ano três mortos, quatro feridos graves e 51 ligeiros. O troço mais grave do IC19 situa-se entre os quilómetros 4,6 e 4,8, junto à curva do Palácio Nacional de Queluz.
Em 2018, o relatório anual de segurança rodoviária dá conta de que o IC19 lidera as vias mais perigosas ao apresentar nove pontos negros. Entram para a lista dos pontos negros os troços com um máximo de 200 metros de extensão onde se registaram, pelo menos, cinco acidentes com vítimas durante um ano.

## Estado dos Troços
| Troço                            | Inauguração | Alargamento | km | Ref   |
| -------------------------------- | ----------- | ----------- | -- | ----- |
| Buraca ( A 36 (CRIL) ) - Queluz  | 1985        | 2009        | 7  | [ 4 ] |
| Queluz - Rio de Mouro            | 1991        | 2009        | 6  | [ 4 ] |
| Rio de Mouro - Ranholas (Sintra) | 1995        | 2009        | 3  | [ 4 ] |

## Perfil
| Troço | Perfil | Extensão |
| ----- | ------ | -------- |
| A 37  |        | 16 km    |

## Saídas

### Lisboa - Sintra
| Número da Saída | Nome da Saída                                                               | Estrada que liga                                           |
| --------------- | --------------------------------------------------------------------------- | ---------------------------------------------------------- |
| \| 1            | Lisboa IC 17 (CRIL) Algés / Sacavém ( A 12 / A 1 /A 5 / A 8 / IC 16/ IC 22) | Avenida Eusébio da Silva Ferreira A 36 (CRIL) IC 17 (CRIL) |
| 2               | Buraca / Damaia (sul) Alfragide (sul)                                       |                                                            |
| 3               | Reboleira / Damaia (norte) Alfragide (norte)                                |                                                            |
| 3A              | Alfragide / Algés / A 5 Amadora                                             | N 117                                                      |
| 4               | Amadora (centro) Hospital                                                   |                                                            |
| 5A              | Queluz / Palácio Nacional                                                   |                                                            |
| 5               | Monte Abraão Queluz de Baixo /                                              |                                                            |
| 6A              | Massamá / Zona Industrial                                                   |                                                            |
| 6               | Cascais Odivelas / Alverca                                                  | A 9 (CREL)                                                 |
| 7               | Massamá Tercena Barcarena                                                   |                                                            |
| 8A              | Agualva Mira Sintra                                                         |                                                            |
| 8B              | Agualva - Cacém (Centro)                                                    |                                                            |
| 8               | Cacém / Agualva São Marcos / Paço de Arcos                                  |                                                            |
| 9               | Cacém Paiões                                                                |                                                            |
| 10              | Rinchoa Rio de Mouro / Mercês                                               |                                                            |
| 11              | Rio de Mouro / Mercês                                                       |                                                            |
| 12              | Abrunheira / Carcavelos Algueirão-Mem Martins                               |                                                            |
| 13              | Cascais / Alcabideche Algueirão-Mem Martins / Lisboa                        | A 16                                                       |
|                 | Sintra                                                                      | N 249                                                      |

## Áreas de Serviço
- área de serviço de Cacém (km 10) (apenas Sintra-Lisboa)